# Herb Baborowa
Herb Baborowa – jeden z symboli miasta Baborów i gminy Baborów w postaci herbu.

## Wygląd i symbolika
Herb przedstawia w żółtej (złotej) tarczy herbowej dwie postacie kobiet, obydwie z białymi chustami na głowach i nimbmi wokół głowy. Postać po stronie heraldycznie prawej odziana w czerwoną suknię i błękitny płaszcz, postać z lewej w błękitną suknię i czerwony płaszcz. 
Jest to scena nawiedzenia św. Elżbiety przez Najświętszą Marię Pannę. Kobiety podają sobie prawe ręce, Maria lewą przytrzymuje na piersi płaszcz, Elżbieta wznosi lewą dłoń ku górze.

## Historia
Godło herbowe związane jest z niegdysiejszą przynależnością Baborowa do klasztoru dominikanek z Raciborza. Wzór herbu oparty jest na wizerunku z odcisku pieczęci miejskiej datowanej na 1644.